# Tippi het Bejaardenamusementsclowntje
Tippi (het Bejaardenamusementsclowntje) is een typetje van cabaretier/zanger Paul de Leeuw.
In het programma Mooi! Weer De Leeuw zijn diverse malen beelden vertoond van Tippi. Clown zoekt Kind, de rubriek van Tippi, is bedoeld als parodie op Boer zoekt Vrouw, om op het succesvolle KRO-programma te teren. Tippi lijkt op zijn imitatie van Bassie en een kinderliefhebber. Yvon Jaspers (ook een imitatie van De Leeuw) kwam tevens naar voren in de reeks filmpjes over de zoektocht van Tippi naar een kind en trad op als relatiepsychologe voor Tippi en de te kiezen kinderen en in de finale van Clown zoekt Kind speelde Adje voor 'Adjeriaantje', een imitatie van Adriaan.

## Speeddaten
Tijdens het speeddaten in de uitzending van Mooi! Weer De Leeuw van zaterdag 16 februari 2008 werd er gespeeddatet. 10 kinderen kropen, naar Yvon Jaspers' eigen zeggen, bij clowntje Tippi in de caravan om het mens achter de clown Tippi beter te leren kennen en te ontmaskeren. Dit gebeurt precies eender in Boer zoekt Vrouw. Uiteindelijk koos Tippi niet zoals in het programmaformat van de KRO gebruikelijk is na het speeddaten 5 kinderen uit, maar 6 kinderen. Dat kwam doordat hij zin had om met een tweeling door te gaan.
De gelukkige zes kinderen (op volgorde van keuze):
- Tippi (was in het voordeel door het naamgenootschap)
- Björn
- Sven
- Roy
- Lars
- Sanne

## Vaak gehoorde uitspraken van Tippi
- 'Tot morreggeh!'
- 'En dan gaan we lekker speeddaten... Hèhèhèhèhèhèhè!'
- 'Ik eet ook gewoon yoghurt en ik drink gewoon thee en zo hè...'
- 'Dan ga ik kiezen wie er bij mag kómen, bij mag kómen...'
- 'Ja, maar ik kan niet lezen, want ik ben dyslectisch.'
- 'Ik wil met jou iets doen, hèhè, hèhè...'